# CDix
CDix（シーディックス）とは、かつてソニー（初代法人、現・ソニーグループ）が1988年（昭和63年）から2010年（平成22年）まで製造・販売していたコンパクトカセットの商品名（商標）である。

## 発売
カセットテープが身近になった、1980年代に、CDが登場。その他、貸しレコード屋(レンタル店)が出現し、レコードを借りて、ダビングする作業も身近になった。
そのためか、CDやレコードの時間に合わせた、テープが必要であった。当時は既にレコード用として46分が存在したが、未来を考察するとCDが流行るのではということもあり、1980年代後期頃から、コンパクトカセットのラインナップは細分化していき、CD録音に特化した細かい分数が発売された。当初のCDixは、ノーマルポジションのみで、20、40、50、70分のみだった。しかし、1990年代からは、各社からCD○○といったテープが発売され、それの先駆け的な製品である。
音楽録音専用カセットテープのグレードとしては最下級となり、ES、Proなどとは特徴が異なる。とは言え、CDの録音に特化した仕様であるためそこそこの高音質は出るようになっている。
1995年時点では、10、20、40、46、50、54、60、64、70、74、80、90、120分のラインナップが存在した。
1997年のモデルチェンジを最後にCDix IVが2000年（平成12年）3月までに製造・出荷終了となり、同社がカセットテープの自社生産から完全撤退した2010年末までは、ノーマルポジション、ハイポジション（クロムポジション）テープが発売されたものの、2011年（平成23年）夏から秋にかけて発生したタイ洪水により製造ラインが全て浸水したため、現地に存在していた同社の磁気テープの製造工場が操業終了となった。なお、HFは自社生産終了後、インドネシアで製造されたマクセル UL（2012年 - 2019年）のOEMに変更され2015年頃まで製造・出荷を継続していた。ソニーの国内の磁気記録メディア製造工場においてもラインは残ったものの、東日本大震災により甚大な被害を受けた理由でこちらも操業終了となった。

## カセットの仕様
グレードは、ノーマルポジション・ハイポジション・メタルポジションの三種類であり、ノーマルポジションは10 - 150分までのタイムラインアップがあった。ただし、ハイポジションは最長120分まで、メタルは当初46 - 80分までのタイムラインアップとなっていたが、後に20分、および40分もそれぞれ追加された。
ハーフ固定は、1988年製CDixと1989年（平成元年）製CDix II 以外は全て、CDix IVの実質的な前身商品にあたるエントリー（低廉）系メタルポジション用カセットテープのMetal-XR（販売期間：1989年5月 - 1992年3月）同様、超音波溶着方式となっているので低価格が実現できている。
ノーマルポジション用を例に挙げると、グレードについては、最下位グレードとも言われていた。同社のHF以上HF-S以下というなんとも言えない位置にあった。しかし1990年（平成2年）5月にHF-XやHF-ES、HF-ProがES・Iに統合され生産・出荷終了となり、その後HF-Sも1991年（平成3年）5月にX・Iに統合され製造・出荷終了となった。そのためか1998年現在の時点でのソニーのノーマルポジション用カセットテープにおける位置づけはHF→GiG→CDixとなっている。ランク的にはTDKでいうBEAM1（AE→CDing1→BEAM1）、およびマクセルでいうPO'z I（UR→CD's→PO'z I）、AXIA（富士フイルム）でいうPS I（A1→J'z→PS I）にそれぞれ相当する。
対抗商品については、基本的にTDKのCDingや日立マクセル（現・マクセル）のCD's、AXIAのJ'z、DENON（日本コロムビア、現・デノンコンシューマーマーケティング）のCD-PAL等が挙げられる。
価格に関しても、非常に安価であり、1991年のCDix4では、AXIAのPS-METALとならぶ46分（片面23分）で510円であった。
CDix IVについては1997年（平成9年）でモデルチェンジは終了。尤も、同年にリニューアルを実施したCDix IVはソニーにおける最後に開発・生産・発売されたメタルポジション用コンパクトカセットテープとなった。販売に関しては2000年（平成12年）末までは店頭で販売されていたという。
2001年（平成13年）には、CDix、2の最終モデルチェンジとして発売。2010年（平成22年）末まで販売されていたものの、2011年（平成23年）に発生した東日本大震災やタイ洪水の影響で製造ラインは無くなった。
それに伴い、CDix、HFは生産・出荷終了になったが、このうちHFは2012年（平成24年）にマクセル ULのOEMとして再発売され、2016年（平成28年）末までに販売終了となった。
現在手に入れる方法は、大手リサイクルショップ（例：ハードオフ、セカンドストリート等）などや、オークションで入手する方法しかない。
ラベルは非常にシンプルであり、インデックスカードについては、1枚半のインデックスカードとなっている。
ケースはマクセルと似たような薄型ケースを採用しており、ケース裏面右上にはソニーのロゴマークがある。
カセット本体のデザインは1991年頃からますます派手になっていった。

## CM
1990年頃からプリンセス・プリンセスによるテレビCMが放送されROCK MEがcmソングとして起用された。また他のカセットテープ(UX、およびHF-X)にも出演していた。

## 参考ページ
- カセットハーフが見えるシースルーの新パッケージ オーディオカセット『エブリタイムCDixシリーズ』発売
- キャンディや花、太陽などをモチーフにしたカラフルなデザインを採用 オーディオカセット NEW“CDixシリーズ” 発売

## 注
1. ↑  末期の製品の場合、150分のみパンケーキ部分（磁気テープ本体）のみ国内生産（ただし、製品そのものの組立はタイで行われていた）となっていた。
2. ↑  なお、Metal-XRには一連のメタルテープとしてはさらなる長時間録音・再生が可能な100分タイプの製品も存在していた。その後、Metal-XRの販売終了から2年後の1994年（平成6年）にCDix IVより格上のMetal XRS（厳密にいえばXSシリーズの内の一つの製品）として復活するが発売当時、MDレコーダーやMDプレーヤー、録音用MDメディアの低価格化等の煽りを受け販売不振となり、結果的に1996年（平成6年）末までに販売終了となった。
3. ↑  その後、ES・I/Ⅱ/IVシリーズも1997年末までに製造・出荷終了となった。
4. ↑  その後、2023年（令和5年）4月1日付を以て同社のコンシューマー事業部は電響社へ譲渡された。